# Hanauer Anzeiger
Der Hanauer Anzeiger (HA) ist die drittälteste deutsche Tageszeitung. Die verkaufte Auflage liegt bei 11.753 Exemplaren. Seit 1. Januar 2020 gehört sie zur Mediengruppe Offenbach-Post. Bereits seit dem Frühjahr 2015 werden die Zeitungen und Wochenblätter des Verlages in der Druckerei der Offenbach-Post gedruckt.

## Geschichte
Am 27. September 1725 wurde der Hanauer Anzeiger als Anzeigeblatt erstmals ausgegeben, damals noch unter dem Titel Wochentliche Hanauer Frag- und Anzeigungs-Nachrichten. Die Erstauflage soll bei 180 Exemplaren gelegen haben und das Blatt jeden Donnerstag der Woche neu erschienen sein. Das Jahresabonnement kostete einen Gulden. Neben amtlichen Bekanntmachungen wurden Anzeigen aller Art abgedruckt. Verleger und Redakteur war Johann Hieronymus Handwerk. Der erste Drucker des Hanauer Anzeigers war Johann Jacob Beausang, sein Offizin lag an dem Graben neben dem Carpen an der Südseite des heutigen Freiheitsplatzes in der Hanauer Innenstadt.
Im Jahr 1810 musste die Zeitung ihren Titel vorübergehend in Hanauer Departements-Blatt ändern, als Hanau unter französischer Besatzung zum Großherzogtum Frankfurt gehörte. Von 1822 an hieß die Zeitung Wochenblatt für die Provinz Hanau. Im Jahr 1865 beschaffte die Druckerei ihre erste Schnellpresse. Bis dahin war das Blatt mit handbetriebenen Druckerpressen produziert worden. 1866 erschien die Zeitung unter dem Titel Hanauer Wochenblatt erstmals zweimal pro Woche. Sechs Jahre später wurde daraus eine Tageszeitung: Seit 1. Mai 1872 erscheint das Blatt täglich unter dem Titel Hanauer Anzeiger. Anfang 1901 kamen zwei Kopfblätter für Großauheim und Langenselbold dazu. Im gleichen Jahr nahm die Druckerei ihre erste Rotationsmaschine in Betrieb. Drei Jahre später lag die Auflage bei 10.000 Exemplaren.
Nach der Hildesheimer Allgemeinen Zeitung und dem Pfälzischen Merkur galt der HA bis 2015 als älteste noch existierende Zeitung mit Vollredaktion in Deutschland. Seit 2015 übernimmt der HA seine überregionale Berichterstattung von der Offenbach-Post.

## Verbreitung
Das Verbreitungsgebiet des Hanauer Anzeigers erstreckt sich über den westlichen Raum des Main-Kinzig-Kreises. Die Hauptausgabe erscheint neben dem Hanauer Stadtgebiet in den Städten und Gemeinden Bruchköbel, Erlensee, Großkrotzenburg, Hammersbach, Neuberg, Nidderau, Niederdorfelden, Rodenbach, Ronneburg und Schöneck. Zwei Kopfblätter, die sich durch Regional-/Lokalteil und Titel unterscheiden, decken das übrige Verbreitungsgebiet ab:
- Langenselbolder Zeitung in Langenselbold
- Maintal Tagesanzeiger in Maintal